# Andrew D. Martin
Andrew D. Martin (Lafayette, 25 de julio de 1972) es el actual presidente de Universidad de Washington en St. Louis. Empezó este cargo el 1 de junio de 2019. 

## Carrera
Martin ocupo el cargo de decano de la Facultad de Literatura, Ciencia, y las Artes de la Universidad de Míchigan y Profesor de Estadística y Ciencia Políticas en la Universidad de Míchigan. Antes de esto, trabajó como profesor de Derecho, y profesor de Ciencia Política en Universidad de Washington en St. Louis. También fue el director fundador del Centro para Búsqueda Empírica en la Ley. De 2007 a 2011, fue jefe del Departamento de Ciencia Política en la Universidad de Washington en St. Louis.
Martin cuenta con una Licenciatura en Matemáticas y Gobierno de La Universidad de William y Mary y un PhD en Ciencia Política de la Universidad de Washington en St. Louis. Antes de trabajar en la facultad de la Universidad de Washington en St. Louis, trabajó como profesor asistente en el Departamento de Ciencia Política en Universidad Estatal de Nueva York en Stony de 1998 a 2000.

## Obras y artículos
Es autor numerosos artículos académicos y capítulos de libros. Tambien es autor de libros como "Introducción a la investigación jurídica empírica", que coescribió con Lee Epstein, profesor universitario distinguido Ethan AH Shepley en WashU en 2014; y "Toma de decisiones judiciales: un libro de texto", que coescribió con Barry Friedman y otros en 2020.

## Biografía
Martin nació en Lafayette, Indiana. Actualmente vive en St. Louis, Misuri con su mujer Stephanie S. Martin y su hija Olive.